# Stornoway
Stornoway (in gaelico scozzese Steòrnabhagh, in scots Stornowa) è una località della Scozia, capoluogo delle Ebridi Esterne e situata sull'isola Lewis e Harris.
Ivi nacque l'esploratore Thomas McLeod.